# Avro Anson

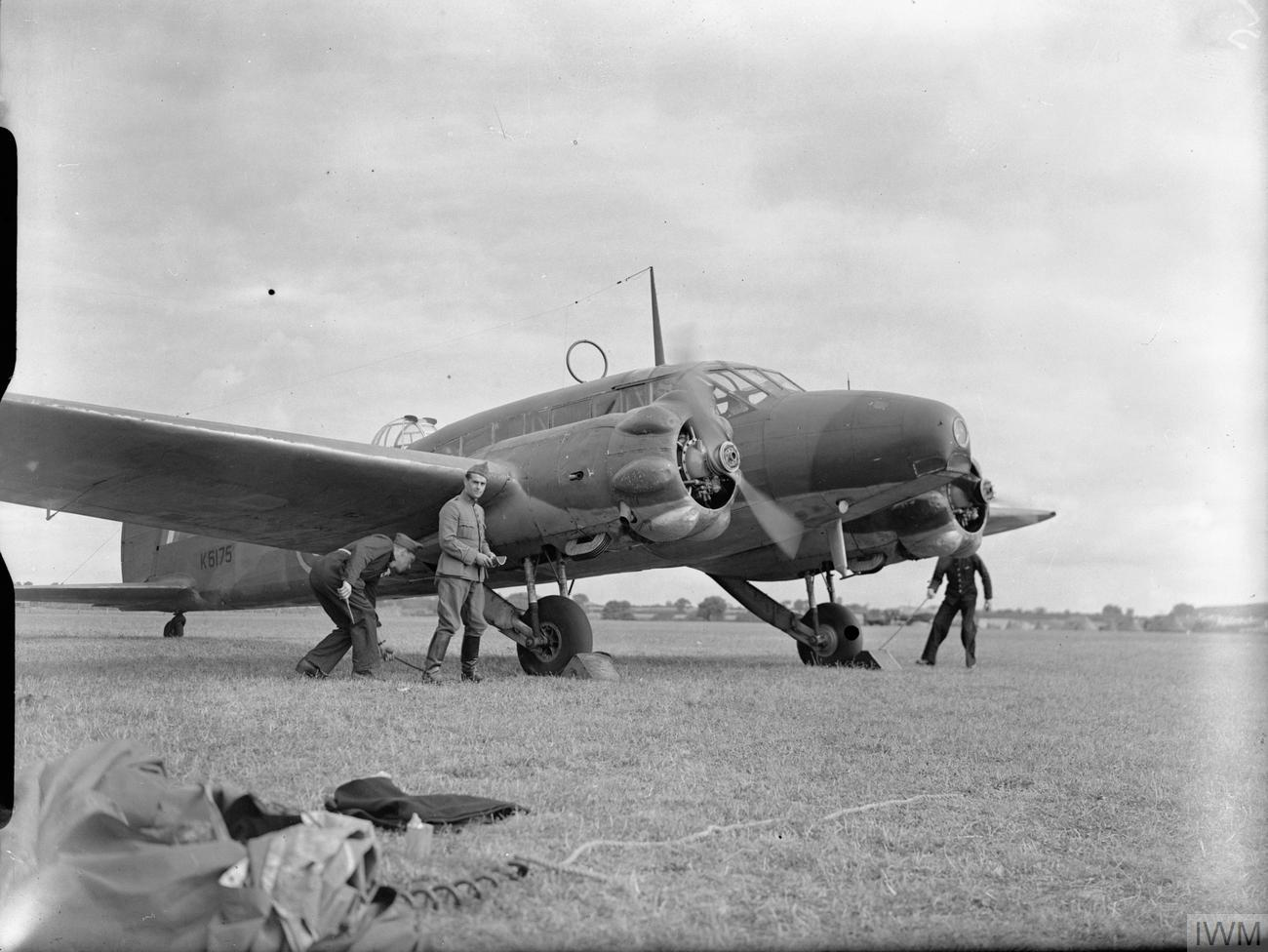
Avro Anson van 320 Dutch Squadron RAF (1940-1941)

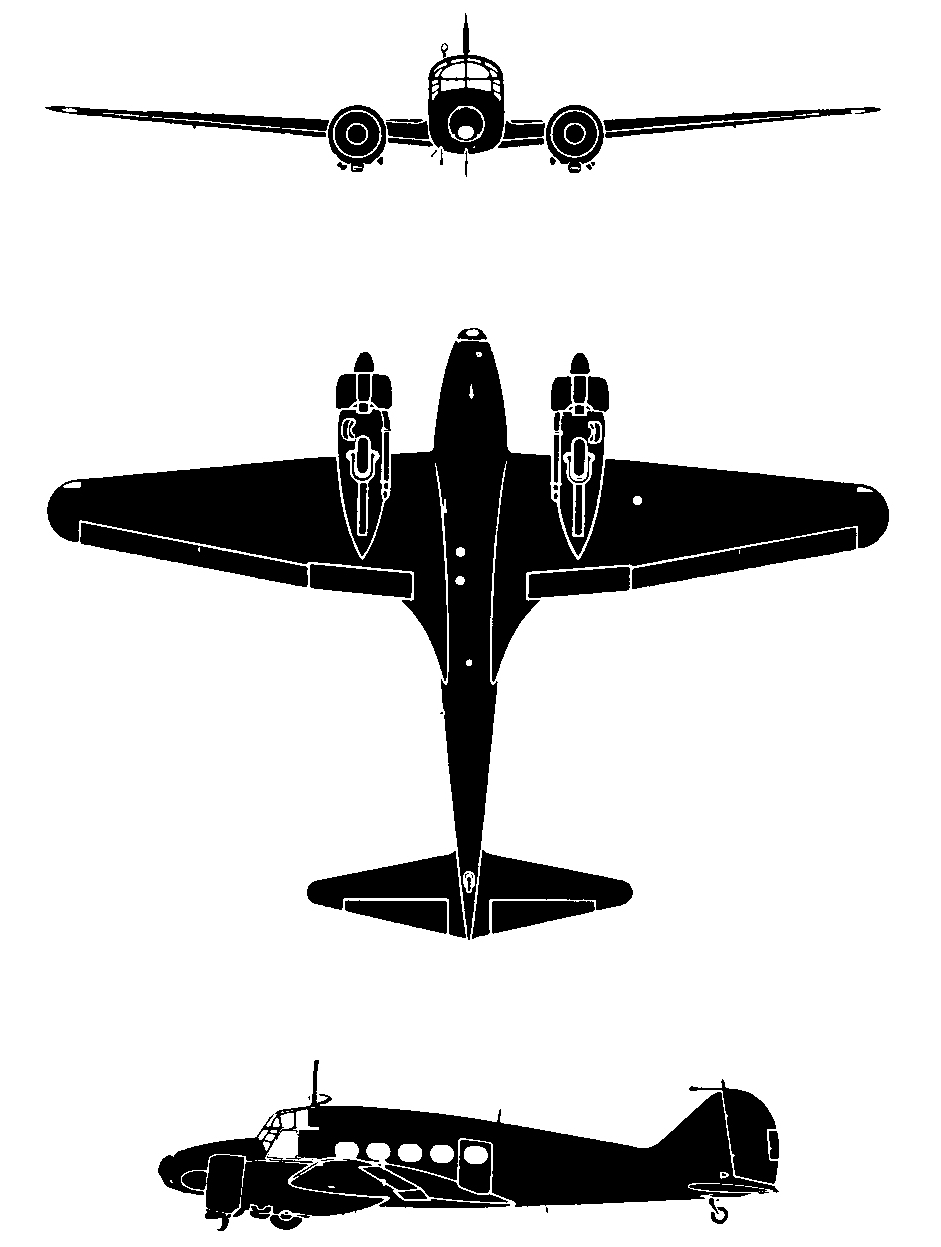
Anson T20 silhouet tekening

De Avro Anson was een tweemotorige, lichte bommenwerper, ontworpen en geproduceerd door de Britse vliegtuigfabrikant Avro. Het toestel was tijdens de Tweede Wereldoorlog in gebruik bij de Royal Air Force (RAF) en de Canadese luchtmacht.

## Ontwerp en ontwikkeling
De Avro Anson werd ontwikkeld uit de Avro 652, een licht passagiersvliegtuig dat vanaf maart 1935 bij Imperial Airways. Imperial wilde een toestel dat vier passagiers met een kruissnelheid van meer dan 210 km/u in etappes van 680 kilometer kon vervoeren. Het ontwerpteam voor de in de jaren dertig zeer moderne 652 stond onder leiding van Roy Chadwick, die later ook betrokken was bij de Lancaster en de eerste ontwerpen van de Vulcan.
De Avro 652 werd ijlings aangepast om te kunnen voldoen aan een in mei 1934 door het Air Ministry opgestelde specificatie voor een tweemotorig maritiem verkenningsvliegtuig. De Anson verschilde van zijn civiele voorganger doordat hij andere motoren en rechthoekige in plaats van ronde raampjes kreeg. Bovendien werd hij bewapend, en wel met een handbediende Armstrong Whitworth-geschutskoepel voorzien van 7,7mm Lewis-mitrailleur. Er werden proefvluchten gemaakt waarin de Anson het moest opnemen tegen een militaire versie van De Havilland Dragon Rapide, die op basis van dezelfde RAF-specificatie was gebouwd. De Avro maakte indruk met zijn vliegbereik.
Medio 1935 werden de eerste order geplaatst voor 174 toestellen waarvan de eerste voor het einde van het jaar werd geleverd aan de RAF. De komst van de Anson betekende voor de RAF een ware doorbraak, want het was de eerste eendekker in operationele dienst en tevens het eerste toestel met een intrekbaar landingsgestel - al was dit nog handbediend. Het prototype maakte in 1935 zijn eerste vlucht, en het No.48 Squadron van Coastal Command, dat vanaf de basis Manston opereerde, werd als eerste met de Anson uitgerust. Van 1936 tot het begin van de Tweede Wereldoorlog voerden Ansons bij de voornaamste squadrons van Coastal Command verkenningsvluchten en reddingsmissies uit. Al snel werd het toestel ook geëxporteerd en deed dienst in de luchtmachten van Estland en Finland.

## Inzet en operaties
Bij het uitbreken van de oorlog, in september 1939, beschikte de RAF over 760 Mk I's, die in gebruik waren bij tien squadrons van Coastal Command en zestien squadrons van Bomber Command. Daar werden ze na verloop van tijd vervangen door andere types, zoals de Armstrong Whitworth Whitley, de Lockheed Hudson en de Handley Page Hampden.
De Anson speelde destijds een hoofdrol in de verdediging van de Britse eilanden. Op 5 september 1939 voerde een Anson van het No.500 Squadron de eerste aanval van de oorlog op een Duitse onderzeeër uit. In juni 1940 wisten drie Ansons, die boven het Kanaal door negen Duitse Messerschmitt Bf-109's werden belaagd, twee van deze Duitse jagers neer te halen en er eentje te beschadigen. Nadat de 'Faithful Annie', zoals RAF-piloten de Anson liefkozend noemden, zich aldus had bewezen, werd het toestel vooral als lesvliegtuig en licht transportvliegtuig ingezet. Een aantal toestellen bleef echter voor reddingsmissies bij Coastal Command in gebruik.
Vanaf 1939 kregen bijna alle navigatoren, boordschutters en radiotelegrafisten uit het hele Britse rijk hun opleiding aan boord van Ansons. De speciaal voor dit doel gebouwde lesvliegtuigen hadden dubbele bediening, dubbele flaps en een hydraulisch bediend landingsgestel.
Toen in 1952 de productie van de Anson werd beëindigd, waren in Groot-Brittannië ruim 8000 en in Canada 2882 toestellen van dit type gebouwd. Weinig Britse vliegtuigen waren zo lang achtereen in productie geweest. Naast de RAF hadden nog twaalf andere luchtmachten de Anson in gebruik: onder meer de Australische, de Belgische, de Estse, de Finse, de Egyptische, de Nederlandse en de Amerikaanse luchtmacht. Zo'n 25 exemplaren zijn tussen 1946 en 1953 bij de Nederlandse luchtmacht in gebruik geweest.
De naoorlogse versies van de Anson werden hoofdzakelijk als transportvliegtuig ingezet. In maart 1956 was de Anson twintig jaar onafgebroken bij de RAF in gebruik geweest. Qua staat van dienst evenaarde hij daarmee de oudere Avro 504 tweedekker. Op 28 juni 1968 werd de Anson officieel door de RAF buiten gebruik gesteld. De laatste zes Ansons werden toen uit de dienst genomen. Het toestel had 32 jaar bij de RAF gevlogen - een record.

## Naslagwerk
- Francis Crosby; Bommenwerpers - geïllustreerd historisch overzicht van de ontwikkeling van de bommenwerper; Veltman Uitgevers, 2006